# Duponchelia
Duponchelia é um gênero de mariposa pertencente à família Crambidae.